# Tamar

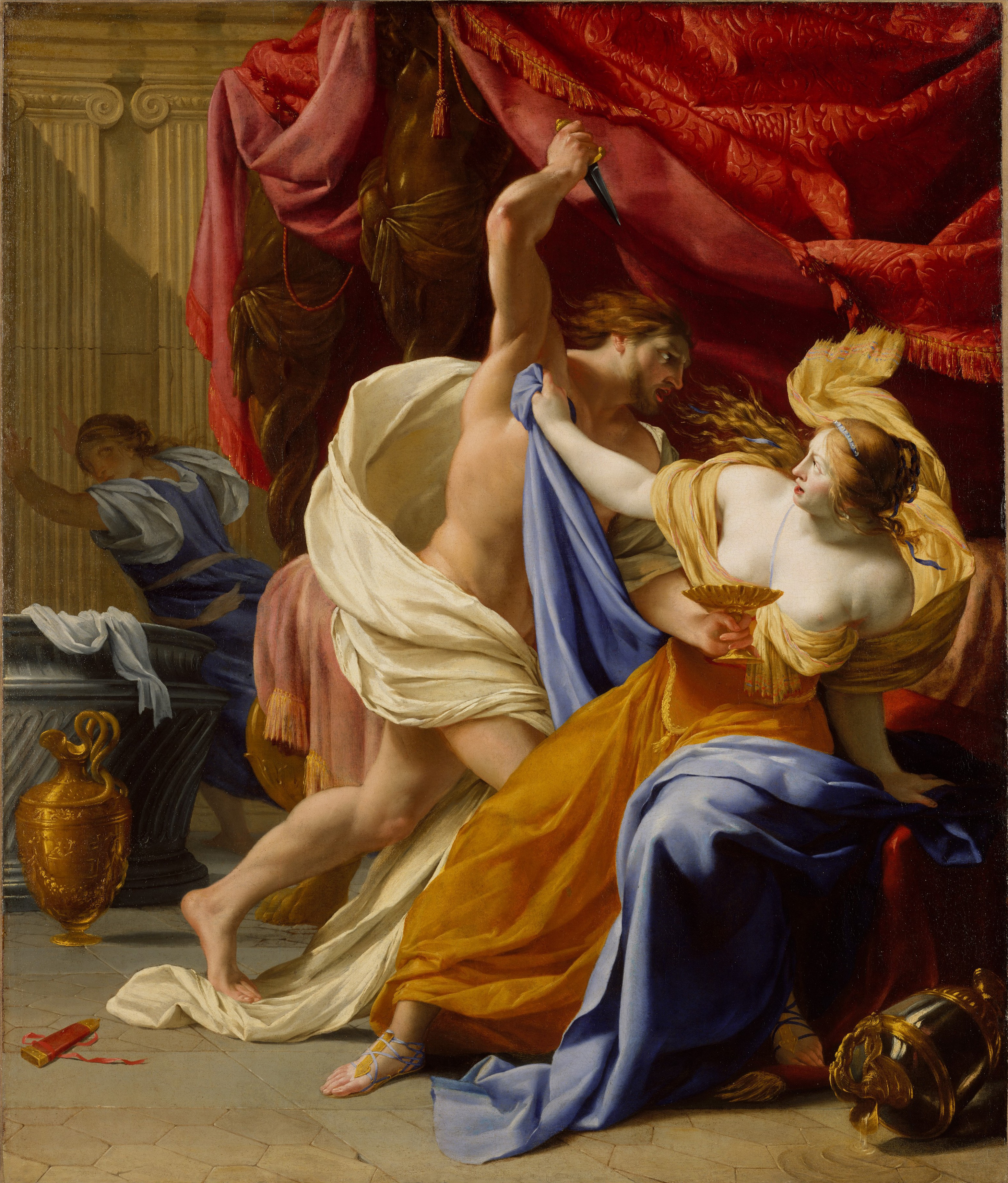
Họa phẩm về vụ cưỡng hiếp Tamar, thủ phạm là Amnon với con dao găm trên tay đe dọa cô, nhưng con dao găm không phải là một phần của truyền thuyết về Tamar

Tamar (tiếng Do Thái:תָּמָר) là một cô công chúa Israel, là con gái của vua David và Maacah, người đến từ Geshur, cô là người chị em ruột duy nhất của Absalom. Tamar được mô tả trong Kinh thánh Hebrew là một người vô cùng xinh đẹp, giống như anh trai cô. Trong câu chuyện của Kinh Thánh thì cô đã bị cưỡng hiếp, kẻ cưỡng hiếp cô chính là người anh trai cùng cha khác mẹ của mình Amnon (là con của vua David và Ahinoam, người đến từ Tel Jezreel) khi kẻ thủ ác thõa thú tính thì cô đã tuông chạy trốn với chiếc áo choàng rách rưới đến nhà Absalom. Vua David biết chuyện và tức giận vì sự việc, nhưng ông đã không làm gì cả vì Amnon là người thừa kế của ông do Amon là con trai đầu lòng của David. 
Anh trai Absalom tức giận vì vụ cưỡng hiếp và sự làm ngơ của vua David, Absalom đã lưu lại Tamar và chăm sóc cho cô em gái và sau đó ám sát Amnon để trả thù cho cô, sau đó chạy trốn đến Geshur, nơi do ông ngoại của anh và Tamar là Talmai cai trị. Hai năm sau vụ cưỡng hiếp Tamar, Absalom mời tất cả các con trai khác của David đến dự một bữa tiệc linh đình, sau đó ra lệnh cho người hầu của mình giết Amnon khi anh ta đang say bí tỷ. Theo Talmud Babylon, Amnon ghét Tamar vì khi anh ta cưỡng hiếp cô, Tamar đã buộc một trong những sợi tóc của cô quanh dương vật của Amnon và dùng nó để thiến anh ta. Kinh Talmud của người Babylon cũng khẳng định rằng cái chết của Amnon là sự trừng phạt của Chúa đối với "sự dâm ô" của Amnon. Ba năm sau, anh trở về Vương quốc Israel và lãnh đạo một cuộc nổi loạn vũ trang chống lại Nhà David, nhưng bị cháu trai của David và chỉ huy quân đội Joab giết chết trong trận chiến rừng Ephraim. 
Tamar được kể lại là đã bị bỏ lại "một người phụ nữ cô đơn trong nhà của anh trai mình" và cô là người giám hộ duy nhất của đứa cháu gái mồ côi của mình, người cũng có tên là Tamar. Kinh thánh đề cập rằng Tamar bị bỏ lại "một người phụ nữ cô đơn trong nhà của anh trai mình"; cô ấy đau buồn và bị sang chấn vì bị xâm phạm cưỡng hiếp. Các nhà thông thái của Israel nhanh chóng chỉ ra rằng Tamar được sinh ra từ cuộc hôn nhân của David với một người phụ nữ bị giam cầm xinh đẹp, và rằng mẹ cô đã thụ thai cô trong lần giao hợp đầu tiên, trong trường hợp đó, người mẹ vẫn chưa cải sang Do Thái giáo và đứa trẻ sinh ra được coi là người không phải Do Thái và cần phải cải đạo sang Do Thái giáo để hoàn toàn chuyển sang Do Thái giáo. Nhà nghiên cứu Michael D. Coogan cho rằng việc xếp đặt "cảnh cưỡng hiếp Tamar" ngay sau "cảnh Bathsheba" là cách để người kể chuyện so sánh Amnon với David. Khi David làm điều sai trái với Bathsheba thì Amnon cũng sẽ làm sai với Tamar và đó chính là "cha nào con nấy". Tuy nhiên, Mark Gray không đồng tình với Coogan về quan điểm này, ông cho rằng "việc cưỡng hiếp Tamar là một hành động vô cùng kinh hoàng đến mức nó khác biệt với cuộc gặp gỡ giữa David và Bathsheba". Mary J. Evans mô tả Tamar là "một cô con gái xinh đẹp, tốt bụng, ngoan ngoãn, chính trực nhưng bị gia đình hủy hoại hoàn toàn".